# Siegfried Hass
Pour les articles homonymes, voir Hass.
Siegfried Hass (7 juin 1898 à Burg an der Wupper - 14 décembre 1987 à Nordhorn) est un Generalleutnant allemand qui a servi au sein de la Heer dans la Wehrmacht pendant la Seconde Guerre mondiale.
Il a été récipiendaire de la Croix de chevalier de la Croix de fer. Cette décoration est attribuée pour récompenser un acte d'une extrême bravoure sur le champ de bataille ou un commandement militaire avec succès.

## Biographie
Siegfried Hass est capturé par les troupes britanniques en mai 1945 et reste en captivité jusqu'en juillet 1947.

## Promotions
| Fahnenjunker-Gefreiter | 24 décembre 1916  |
| Fahnenjunker-Oberjäger | 12 avril 1917     |
| Fähnrich               | 4 mars 1918       |
| Leutnant               | 20 juillet 1918   |
| Oberleutnant           | 31 juillet 1925   |
| Hauptmann              | 1er avril 1933    |
| Major                  | 1er octobre 1936  |
| Oberstleutnant         | 1er avril 1940    |
| Oberst                 | 1er février 1942  |
| Generalmajor           | 1er juin 1944     |
| Generalleutnant        | 1er décembre 1944 |

## Décorations
- Croix de fer (1914)
  - 2e Classe
- Insigne des blessés (1914)
  - en Noir
- Croix d'honneur pour combattants 1914-1918
- Croix de fer (1939)
  - 2e Classe
  - 1re Classe
- Croix allemande en Or (12 septembre 1942)
- Croix de chevalier de la Croix de fer
  - Croix de chevalier le 18 février 1945 en tant que Generalleutnant et commandant de la 170. Infanterie-Division[1]